# (6614) Antisthenes
(6614) Antisthenes (6530 P-L) – planetoida z pasa głównego asteroid okrążająca Słońce w ciągu 3,92 lat w średniej odległości 2,48 j.a. Odkryta 24 września 1960 roku.